# Egyptair
Egyptair är Egyptens nationella flygbolag och medlem i Star Alliance. Flygbolaget är baserat på Kairos internationella flygplats. Flygbolaget grundades 1932 som Misrair. År 1960 bytte det namn till United Arab Airlines, som i sin tur bytte namn till Egyptair 1971.

## Flotta
| Flygplan         | Antal | Order (Options) | Passagerare (First/ Business/ Economy)      | Linjer                                             |
| ---------------- | ----- | --------------- | ------------------------------------------- | -------------------------------------------------- |
| Airbus A320      | 13    |                 | 145 (-/16/129) 144 (-/10/134) 171 (-/-/171) | Inrikes, Afrika, Europa                            |
| Airbus A321      | 4     |                 | 185 (-/10/175)                              | Inrikes, Europa                                    |
| Airbus A330-200  | 7     | 3 (+3)          | 268 (-/24/244)                              | Afrika, Europa, Asien                              |
| Airbus A300-300  |       | 5               | 296 (-/36/260)                              | Afrika, Europa, Asien                              |
| Airbus A340-200  | 3     |                 | 260 (12/24/224)                             | Mellanöstern, Japan, Montréal                      |
| Boeing 737-500   | 4     |                 | 104 (-/8/96)                                | Inrikes, Afrika, Mellanöstern, Europa              |
| Boeing 737-800   | 7     | 5               | 160 (-/16/144) 145 (-/24/121)               | Inrikes, Afrika, Mellanöstern, Europa              |
| Boeing 777-200ER | 5     |                 | 319 (12/21/286)                             | London-Heathrow, New York-JFK, Mellanöstern, Asien |
| Boeing 777-300ER |       | 8 (+2)          | 340 (-/49/291)                              | London-Heathrow, New York-JFK, Mellanöstern, Asien |
| Boeing 787-9     |       |                 |                                             | Cairo-Dusseldorf                                   |
| Embraer E-170    | 12    | 0               | 76 (-/-/76)                                 | Inrikes, Europa                                    |
| Total            | 59    | 21 (+5)         |                                             |                                                    |

## Olyckor och incidenter
- 31 oktober 1999 havarerade EgyptAir Flight 990, ett reguljärflyg från Los Angeles i USA till Kairo, i Atlanten, ungefär 100 km söder om Nantucket Island. Alla 217 människor ombord omkom.[2]
- 19 maj 2016 störtade EgyptAir Flight 804 i Medelhavet på   en reguljär flygning från Paris i Frankrike till Kairo med 56 passagerare och 10 besättningsmän ombord. Samtliga omkom.[3]